# 1953 a filmművészetben

## Események
- február 28. – A Warner Bros Pictures filmkonszernt bírósági végzés alapján két részre bontják fel: az egyik kizárólag filmgyártással és -forgalmazással foglalkozhat, míg a másik feladata a mozik igazgatása lesz. Bejelentik, hogy 48 Warner-mozit szerelnek fel 3 dimenziós filmek vetítésére alkalmas vászonnal és külön, erre a technikára kifejlesztett Warner-Phonic hangrendszerrel.
- május 7. – Robert Rossen rendező hosszas tiltakozás után hajlandó vallomást tenni az USA-ellenes tevékenységet vizsgáló McCarthy-féle bizottság előtt. Elismeri, hogy 1937–1947 között tagja volt a kommunista pártnak. Ezek után a Columbia Pictures megválik tőle.
- szeptember 16. – The Robe címen debütál az első CinemaScope szélesvásznú film. A 20th Century Fox által elnevezett szélesvásznú film, amelynek képszélessége a normális méret kétszerese volt.
- Az USA-ban a televízió rohamos terjedésének köszönhetően a 26 ezerből 6 ezer mozit bezárnak.
- szeptember 21-étől – 27-éig – Első alkalommal rendezték meg a San Sebastián-i Nemzetközi Filmfesztivált.

## Sikerfilmek
Észak Amerika
1. The Robe, főszereplő Richard Burton, Jean Simmons, és Victor Mature – rendező Henry Koster
2. Most és mindörökké, főszereplő Burt Lancaster, Montgomery Clift, Frank Sinatra és Deborah Kerr – rendező Fred Zinnemann
3. Shane, főszereplő Alan Ladd, Jean Arthur, Van Heflin, Brandon de Wilde és Jack Palance – rendező George Stevens
4. Hogyan fogjunk milliomost?, főszereplő Lauren Bacall, Marilyn Monroe, Betty Grable és William Powell – rendező Jean Negulesco
5. Peter Pan – hangok Bobby Driscoll, Kathryn Beaumont és Hans Conried – rendező Clyde Geronimi
6. Mogambo – rendező John Ford
7. House of Wax, az első 3-d film ami a 10-es sikerlistába kerül – rendező André De Toth
8. The Glenn Miller Story, főszereplő James Stewart és June Allyson – rendező Anthony Mann

## Magyar filmek
- Arat az orosházi Dózsa – rendező Jancsó Miklós
- Állami Áruház – rendező Gertler Viktor
- Csapj az asztalra! – rendező Szemes Mihály
- Föltámadott a tenger – rendező Szemes Mihály
- Gyöngyvirágtól lombhullásig – rendező Homoki Nagy István
- A harag napja – rendező Várkonyi Zoltán
- Ifjú szívvel – rendező Keleti Márton
- Kicsik-nagyok öröme – rendező Mönich László
- Kiskrajcár – rendező Keleti Márton
- Közös úton, rövid – rendező Jancsó Miklós
- Mint a szemünk fényére – rendező Rényi Tamás
- Péntek 13 – rendező Keleti Márton
- Színes szőttes – rendező Máriássy Félix
- A város alatt – rendező Herskó János
- Vidám verseny – rendező Máriássy Félix

## Díjak és fesztiválok
Oscar-díj (március 19.)
- Film: A földkerekség legnagyobb show-ja
- Rendező: John Ford – A nyugodt férfi
- Férfi főszereplő: Gary Cooper – Délidő
- Női főszereplő: Shirley Booth – Térj vissza kicsi Sheba!

1953-as cannes-i filmfesztivál
Velencei Nemzetközi Filmfesztivál
- Arany Oroszlán: nem adták ki
- Ezüst Oroszlán: Moulin Rouge, Little Fugitive, A bikaborjak, Szadko, Thérèse Raquin, Ugetsu története
- Férfi főszereplő: Henry Vilbert – A jó Isten hit nélkül
- Női főszereplő: Lilli Palmer – Családi ágy

Berlini Nemzetközi Filmfesztivál
- Arany Medve: A félelem bére
- Ezüst Medve: A zöld titok
- Bronz Medve: A pestalozzi-falu

## Filmbemutatók
- The Beast From 20,000 Fathoms – rendező Eugène Lourié
- Calamity Jane – rendező David Butler
- The Cruel Sea, főszereplő Jack Hawkins – rendező Charles Frend
- Elsőszámú közellenség – rendező Henri Verneuil
- Genevieve – rendező Henry Cornelius
- Gentlemen Prefer Blondes – rendező Howard Hawks
- A bikaborjak – rendező Federico Fellini
- Island in the Sky – rendező William A. Wellman
- It Came from Outer Space – rendező Jack Arnold
- Julius Caesar – rendező Joseph L. Mankiewicz
- Kiss Me, Kate – rendező George Sidney
- The Moon is Blue – rendező Otto Preminger, az első amerikai film, amiben kimondják a terhes és a szűz szavakat
- Pickup on South Street – rendező Samuel Fuller
- Robot Monster – rendező Phil Tucker
- Római vakáció – rendező William Wyler
- A félelem bére – rendező Henri-Georges Clouzot
- A 17-es fogolytábor / Stalag 17
- The Titfield Thunderbolt
- Hulot úr nyaral – rendező Jacques Tati
- Twice Upon a Time, rendező Emeric Pressburger
- Ugetsu
- Világok háborúja
- Egy nyár Mónikával – rendező Ingmar Bergman
- Fűrészpor és ragyogás – rendező Ingmar Bergman

## Rajzfilm sorozatok
- Bugs Bunny (1940)-(1962)
- Donald kacsa (1936)-(1956)
- Goofy (1939)-(1953)
- Mickey egér (1928)-(1953)
- Popeye, a tengerész (1933–1957)
- Tom and Jerry (1940–1958)
- The Three Stooges (1934–1959)

## Születések
- február 8. – Mary Steenburgen színésznő
- február 11. – Philip Anglim színész
- február 19. – Massimo Troisi színész († 1994)
- május 24. – Alfred Molina színész
- május 30. – Colm Meaney színész
- június 10. – Csákányi Eszter színésznő
- szeptember 10. – Amy Irving színésznő
- szeptember 15. – Bordán Irén színésznő
- október 9. – Tony Shalhoub színész
- október 22. – Jeff Goldblum színész
- október 26. – Maureen Teefy színésznő
- október 31. – Michael J. Anderson színész
- október 31. – Robert Picardo amerikai színész
- november 3. – Kate Capshaw színésznő
- november 6. – Ron Underwood rendező
- november 7. – Xantus János filmrendező
- november 19. – Robert Beltran amerikai színész
- december 6. – Tom Hulce színész
- december 8. – Kim Basinger színésznő
- december 9. – Dörner György színész
- december 9. – John Malkovich amerikai színész, rendező
- december 17. – Bill Pullman színész

## Halálozások
- november 29. – Sam De Grasse úttörő hollywoodi színész